# John Wycliffe: The Morning Star
John Wycliffe: The Morning Star (Brasil: John Wycliffe: A Estrela da Manhã ) é um filme britânico dramático, histórico e religioso de 1984 que conta a vida de John Wycliffe, nacionalista e cristão inglês que foi o primeiro a traduzir a Bíblia para seu idioma.

## Sinopse
O filme retrata a dramática vida do clérigo Wycliffe que, no século XIV traduzira a bíblia para o inglês e atraiu para si conflitos sociais, políticos e também religiosos.
Ele era professor da Universidade de Oxford e reconhecido como grande filósofo de seu tempo; imbuído de sentimentos nacionalistas, desafiava o poder do Papa e as injustiças dos ricos, lecionando que Deus não poderia ser subornado por meio da venda de indulgências.
Ao também pregar que a verdadeira autoridade estava na "Palavra de Deus" situa-se como precursor da futura Reforma Protestante e, por isso, recebeu o apelido de "Estrela da Manhã".

## Elenco e papéis
- Michael Bertenshaw como "John Purvey"
- Peter Howell como "John Wycliffe"
- Barrie Cookson como "Nicholas Hereford"
- Noel Howlett como "Simon Sudbury"
- Robert James como "William Courtenay"
- Keith Buckley como "João de Gante"

## Análise crítica
Alguns aspectos do filme não guardam fidelidade com a realidade vivida por Wycliffe; Manfred Vasold, autor de "Frühling im Mittelalter. John Wyclif und sein Jahrhundert" (Primavera na Idade Média. John Wycliffe e seu século) cita como exemplo a torre da Universidade de Oxford que ali é mostrada, mas que só veio a ser construída mais de dois séculos após sua vida, no século XVI. O autor aponta que além disto ainda é discutível o fato de que o teólogo inglês tivesse barba, pois esta representação surgiu muito mais tarde; seria, para ele, enganosa a cena em que pais que tiveram um filho morto sem receber o batismo lamentam a ele, pois o batismo era um sacramento para a Igreja como também para Wycliffe, que neste particular não propusera qualquer alteração.
Vasold continua relacionando possíveis erros históricos da fita, como o encontro entre Wycliffe e John Ball, algo historicamente controverso; o filme também inventa ao colocar um aluno levando escritos de Wycliffe para a Boêmia; a verdade é que seus escritos foram levados por estudantes a Praga onde, mais tarde, foram retomados por João Huss.
A cena da exumação de Wycliffe também não reflete a realidade, pois se dá numa região deserta: ele fora sepultado numa "paróquia", ou seja, num cemitério ou numa igreja com uma cripta anexa; outro erro é que a retirada do corpo pela Igreja para sua posterior cremação após sua condenação póstuma por heresia se deu numa noite de inverno, e não durante o dia como mostrado.